# Abacaria wekana
Abacaria wekana là một loài Trichoptera trong họ Hydropsychidae. Chúng phân bố ở miền Australasia.